# Prisión de Tadmor
La Prisión de Tadmor (en árabe: سجن تدمر) se encontraba en Tadmur en los desiertos del este de Siria a unos 200 kilómetros al noreste de Damasco (Tadmor o Tadmur es el nombre árabe de Palmira). Las estructuras fueron construidas originalmente como cuarteles militares de las fuerzas bajo el mandato francés. La Prisión de Tadmor ha sido conocida por sus duras condiciones, amplio abuso de los derechos humanos, la tortura y las ejecuciones sumarias.
Primero fue cerrada en 2001 pero reabierta en 2011 con 350 individuos arrestados por participar en diversos sucesos en el país. Finalmente, en mayo de 2015, Tadmur fue tomado por el Estado Islámico de Irak y el Levante, quienes también tomaron el control de la prisión que volaron con explosivos el 30 de mayo del mismo año.